# جرج هرناندز
جرج هرناندز (انگلیسی: George Hernandez؛ ‏ ۶ ژوئن ۱۸۶۳ – ۳۱ دسامبر ۱۹۲۲) بازیگر اهل ایالات متحده آمریکا بود.
از فیلم‌هایی که وی در آن‌ها نقش داشته‌است، می‌توان به اولین عشق و آسایشگاه مسلولین اشاره نمود.